# Pingüí de Humboldt
El pingüí de Humboldt (Spheniscus humboldti) és un ocell marí de la família dels esfeníscids (Spheniscidae) que habita prop de la costa occidental d'Amèrica del Sud.

## Morfologia
- Pingüí de mitjana grandària que fa 65 – 70 cm de llargària i un pes de 3600 – 5900 grams.
- Parts superiors de color gris pissarra. Cap negre. Parts inferiors blanques.
- Una fina banda blanca surt de la base del bec, passa per sobre dels ulls, continua cap arrere corbant-se cap a baix fins a arribar a la part anterior del coll.
- Una franja negra en forma d'U invertida rodeja el pit arribant pels costats fins a la cua.
- Bec fort, negrenc, amb una zona rosa a la base. Potes negrenques.
- Els joves no tenen la marca en U invertida del pit i la gola i costats del coll són grisos.

## Hàbitat i distribució
D'hàbits pelàgics, cria a les costes occidentals d'Amèrica del sud i illes properes, des del nord del Perú cap al sud, fins a la zona de Santiago, a Xile.

## Reproducció
Com altres pingüins ponen dos ous de diferent grandària, que són covats durant aproximadament 35 dies. Generalment només un pollet sobreviu i és protegit al niu fins als 20 dies d'edat. Més tard s'uneix amb altres companys de la mateixa edat formant grans guarderies, mentre els pares van a la mar per alimentar-se i continuar alimentant la cria, durant almenys 60 dies.

## Alimentació
Mengen petits peixos. També calamars i crustacis.